# Emil August von Wiese und Kaiserswaldau
Emil August von Wiese und Kaiserswaldau (* 25. Dezember 1807 in Kalisch; † 21. November 1881 in Habelschwerdt) war ein deutscher Jurist und  Politiker.

## Leben
Als Sohn des Gerichtsassessors und späteren preußischen Regierungsrates Kaspar Siegfried von Wiese und Kaiserswaldau (* 1777; † 1855) und dessen erster Ehefrau Rannette Sachse geboren, wuchs Emil August von Wiese und Kaiserswaldau in Grünberg in Schlesien auf. Er ging auf das Joachimsthaler Gymnasium in Berlin und studierte anschließend Rechtswissenschaften in Breslau. Während seines Studiums wurde er 1828 Wiedergründer der Alten Breslauer Burschenschaft Arminia. Nach seinen juristischen Examina wurde er 1833 Syndikus beim Grünberger Magistrat. 1834 wurde er wegen seiner burschenschaftlichen Vergangenheit verhört, die Kriminaluntersuchung verlief sich jedoch auf dem Gnadenweg. 1848 wurde er Magistratsdirigent in Sprottau, wo er von 1850 bis in die 1870er Jahre als Bürgermeister tätig war. 1848 befürwortete er die Preußische Verfassungsgebende Versammlung. 1854/55 wurde er für den Wahlkreis Liegnitz Abgeordneter des Preußischen Landtags.